# Pod Podołami
Pod Podołami – historyczna część miasta Nowy Sącz nad Kamienicą, położona w centrum miasta, w rejonie ulic Plater i Kilińskiego.